# Lucky Jim
Lucky Jim — шестой и последний студийный альбом американской группы The Gun Club, изданный в 1993 году.

## Об альбоме
Lucky Jim является вополощением всего того, что представляет собой The Gun Club. Во время своего пребывания в Нидерландах Джеффри Ли Пирс написал 11 новых песен и, несмотря на уход своего коллеги Кида Конго Пауэрса, решил записать альбом с двумя оставшимися участниками The Gun Club. На момент записи Lucky Jim Пирс находился в глубокой депрессии, а также тяжёлой физической и психической форме, вызванной многолетними злоупотреблением наркотиков. Тем не менее, лидеру The Gun Club удалось записать свой самый сильный альбом с искренней и выразительной лирикой. Менее, чем через три года после выхода Lucky Jim Джеффри Ли умер от инсульта в Солт-Лейк-Сити, штат Юта в возрасте 37 лет.

## Список композиций
| №   | Название                | Длительность |
| --- | ----------------------- | ------------ |
| 1.  | «Lucky Jim»             | 3:44         |
| 2.  | «A House Is Not a Home» | 4:04         |
| 3.  | «Cry to Me»             | 5:56         |
| 4.  | «Kamata Hollywood City» | 5:09         |
| 5.  | «Ride»                  | 3:57         |
| 6.  | «Idiot Waltz»           | 6:43         |
| 7.  | «Up Above the World»    | 4:50         |
| 8.  | «Day Turn to Night»     | 2:55         |
| 9.  | «Blue Monsoons»         | 2:54         |
| 10. | «Desire»                | 5:10         |
| 11. | «Anger Blues»           | 7:45         |

## Участники записи
- Джеффри Ли Пирс — вокал, гитара
- Роми Мори — бас-гитара
- Ник Сандерсон — ударные